# LS Delphini
LS Delphini (LS Del) es una estrella binaria en la constelación del Delfín que se localiza cerca del límite con Vulpecula.
Se encuentra a 256 años luz del sistema solar.
LS Delphini es una binaria de contacto de tipo espectral F5/8V o G0V.
En este tipo de binarias cercanas, debido a su proximidad, las dos estrellas comparten sus capas exteriores de gas, aunque en el caso de LS Delphini el contacto es solo marginal.
Las temperaturas respectivas de las componentes son 6250 y 6129 K.
La más caliente es un 7% menos luminosa que el Sol y tiene un radio equivalente al 79% del radio solar. Tiene la mitad de masa que el Sol mientras que su compañera es un 25% más masiva que nuestra estrella.
La relación entre las masas de ambas componentes, q, es igual a 0,375.
La estrella menos caliente es la más luminosa con casi el doble de la luminosidad solar.
Su radio es un 23% más grande que el del Sol.
El sistema es deficitario en metales en relación con el Sol ([Fe/H]= -0,46) y su edad estimada es de 7100 millones de años.
Clasificada como variable W Ursae Majoris, la condición de binaria eclipsante de LS Delphini fue descubierta por H.E. Bond en 1976.
Su brillo fluctúa entre magnitud aparente +8,61 y +8,76 a lo largo de su período orbital de 0,36384 días.
Se ha observado que dicho período varía a lo largo del tiempo.
El plano orbital está inclinado 45,5º respecto al plano del cielo y los eclipses son solo parciales.